# Roberto Pagnin
Roberto Pagnin (Vigonovo, 8 de julio de 1962) es un exciclista italiano, profesional entre 1985 y 1996.
Sus mayores éxitos deportivos los logró en la Vuelta a España, donde consiguió 3 victorias de etapa, y en el Giro de Italia, con 1 victoria de etapa.

## Palmarés
| 1984 - 1º en la Coppa San Geo 1986 - 1 etapa de la Tirreno-Adriático - Giro di Puglia, más 1 etapa 1987 - 2 etapas de la Vuelta a España - Giro de Lazio 1989 - 1 etapa de la Vuelta a España - Giro del Veneto 1990 - 1 etapa del Giro Reggio Calabria | 1991 - Giro del Veneto - 1 etapa de la Vuelta a la Comunidad Valenciana - 1 etapa de la Vuelta a Murcia 1992 - 1 etapa del Giro de Italia - 1 etapa de la Vuelta a Suiza 1993 - 1 etapa de la Semana Catalana 1994 - 1 etapa de la Tirreno-Adriático |